# Benigno Cardeñoso Negretti
Benigno Cardeñoso Negretti (Cabezarados, 25 de maig de 1895 - Ciudad Real, 17 de novembre de 1939) va ser un polític i sindicalista espanyol, executat víctima de la repressió durant la dictadura franquista.

## Biografia
Establert a Puertollano, va ser membre del Sindicat Miner, del de Treballadors de la Terra (del qual va ser secretari general a la província de Ciudad Real) i del Ferroviari integrats la Unió General de Treballadors (UGT). Va ser cofundador del «Liceu Políglota» de Puertollano creat el 1927 amb 65 alumnes i el consell dels quals va presidir.
A les eleccions de 1933 va ser candidat a diputat del Partit Socialista Obrer Espanyol (PSOE) per la circumscripció de Ciudad Real, si bé no va obtenir l'escó. Va participar activament en les vagues camperoles de juny de 1934 motivades pel gir radical del govern cedista després del seu triomf electoral i que en el camp manxec es van manifestar amb més desocupació, pujada del pa i una persecució selectiva dels sindicalistes d'UGT. El moviment vaguista va ser seguit per 33 poblacions de la província de Ciudad Real i per la seva participació i lideratge, Benigno va ser detingut, però posat en llibertat poc després. Molts dirigents van córrer la mateixa sort i les Cases del Poble van ser clausurades. Acusat de participar després en la fets revolucionaris d'octubre de 1934, seria condemnat a vuit anys de presó. No obstant això, després de l'amnistia de 1936, va ser alliberat. Aquest mateix any seria elegit compromissari per Ciudad Real per a l'elecció del president de la República.
Amb el cop d'estat del 18 de juliol de 1936 que va donar lloc a la Guerra Civil, va participar en la creació del batalló «La Manxa», que seria enviat al front d'Extremadura. Amb posterioritat va passar a formar part del comissariat polític de l'Exèrcit Popular de la República. Durant el transcurs de la contesa va ser comissari polític de la 37a Divisió i, temps després, del VII Cos d'Exèrcit. Finalitzada la guerra va ser detingut i afusellat al novembre de 1939.